# شورت الملاكم
التُبَّان أو شورت الملاكم (بوكسر) هو نوع من الملابس الداخلية الرجالية، وهو عادة قصير ويشبه الشورت، وقد ظهر شورت الملاكم لأول مرة سنة 1925 على يد جاكوب كولومب الذي كان يريد ابتكار شورت للملاكمين.

## معرض صور

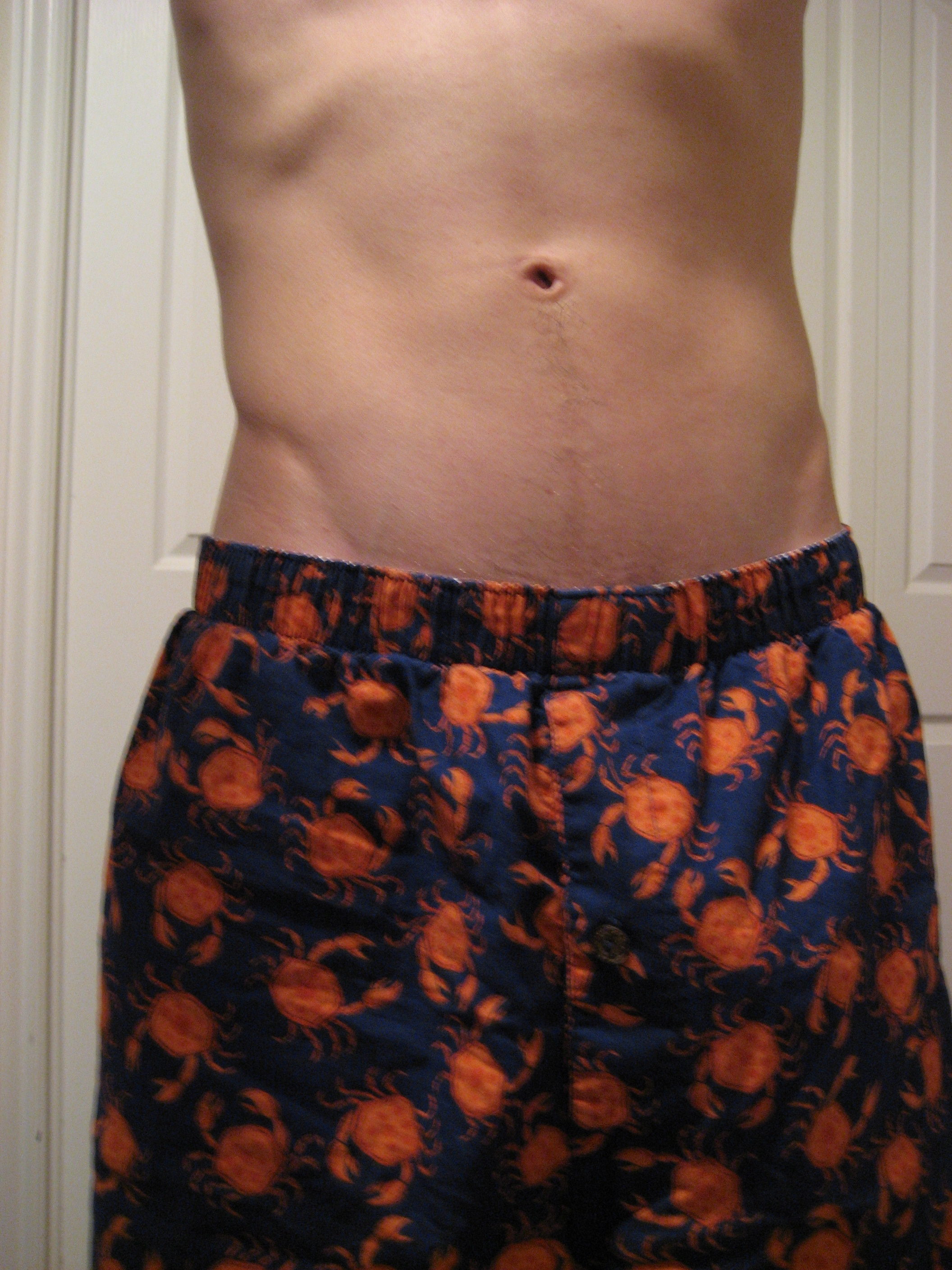
رجل يرتدي شورت ملاكم.